# Senátní náměstí (Helsinky)
Senátní náměstí (finsky Senaatintori, švédsky Senatstorget) je ústřední náměstí v centru Helsinek, jednotně komponované v klasicistním stylu, především podle projektů Carla Ludviga Engela.

## Význačné budovy
Eponymní budova - Senátní palác - dominuje východní straně prostoru. Jeho stavba byla dokončena roku 1822, původně byl sídlem Senátu, správního orgánu Finského velkoknížectví (1816-1917), v současnosti zde sídlí vláda.
Na protější straně náměstí se rozkládá hlavní budova Helsinské univerzity, dokončená roku 1832.
Severní stranu tvoří Helsinský dóm s monumentálním schodištěm, jehož stavba byla zahájena v roce 1830, ale dokončena až v roce 1852 po Engelově smrti. Po roce 1917 byl nazýván "Velký kostel" (finsky Suurkirkko), po zřízení helsinské luteránské diecéze (1959) je její katedrálou.
Celek budov doplňuje Národní (původně univerzitní) knihovna z roku 1845.
Jižní stranu náměstí tvoří řada starších domů, mezi nimi Sederholm, nejstarší kamenná budova v centru Helsinek (z roku 1757).
V roce 1894 byl uprostřed náměstí vztyčen pomník Alexandra II. (ruského cara, a tedy i finského velkoknížete) s alegorickými sochami. Po nabytí samostatnosti (1917) nechyběly návrhy na jeho odstranění, nebyly však naplněny.

## Fotogalerie

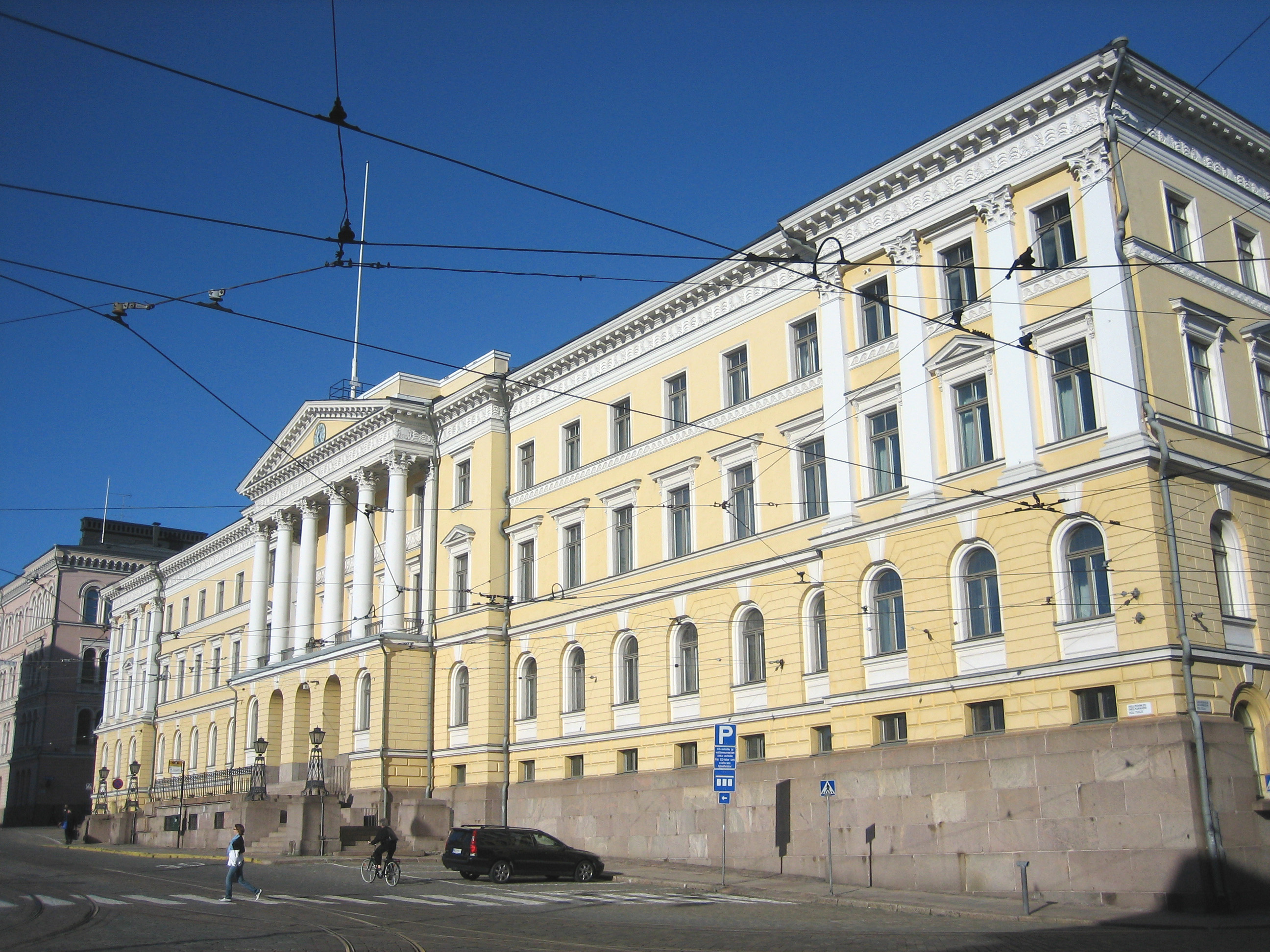
Senátní palác
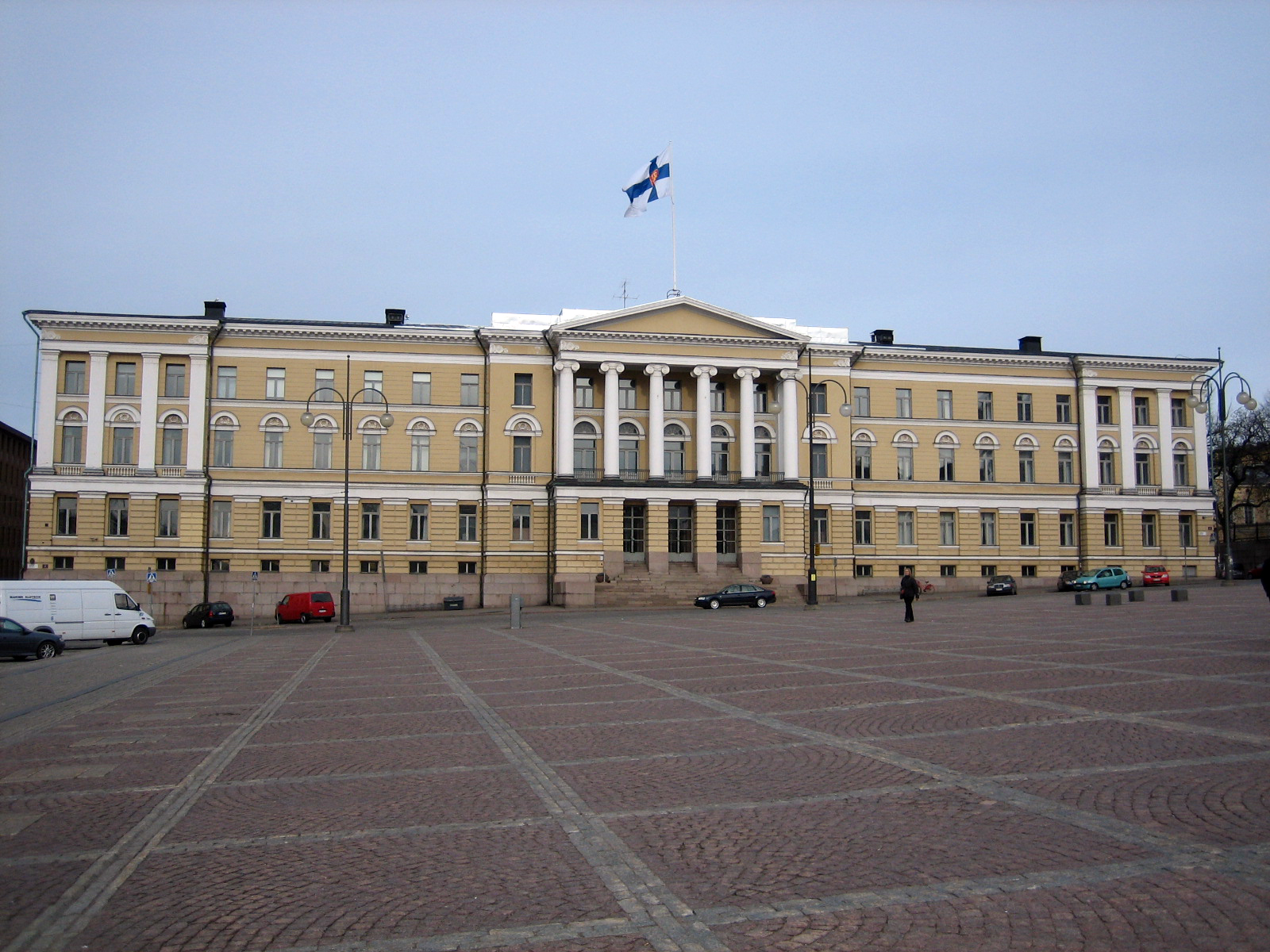
Univerzita
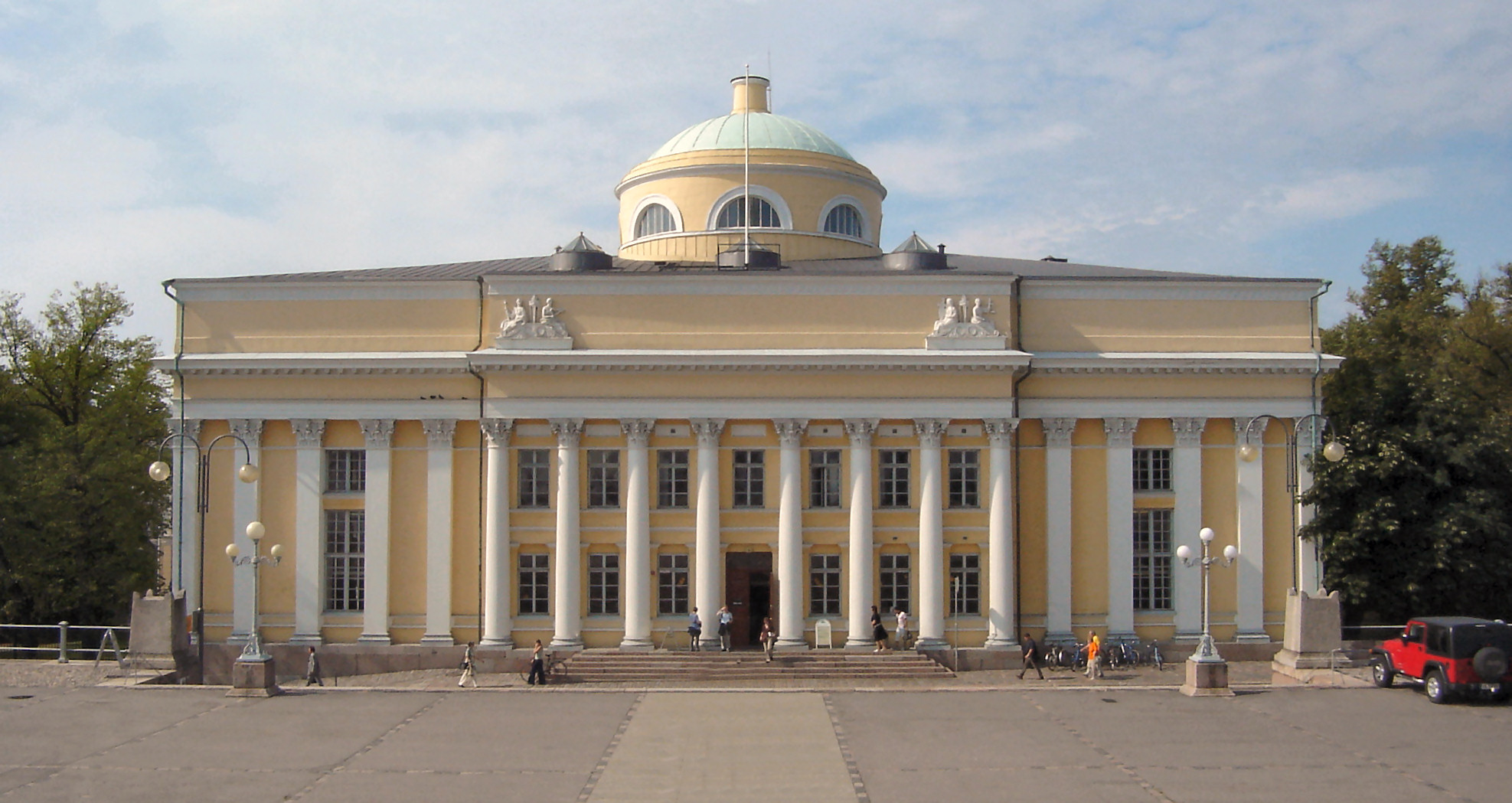
Národní knihovna
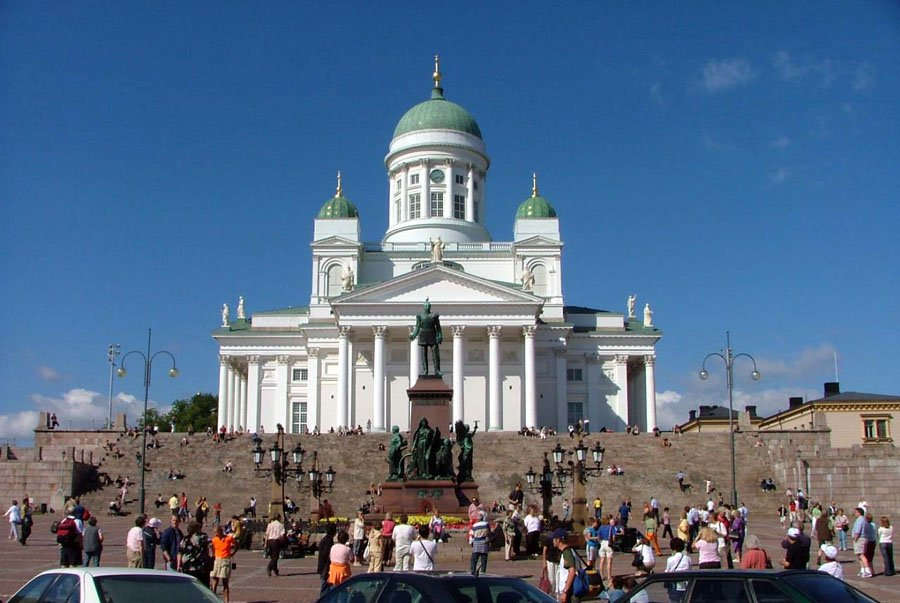
Helsinská luteránská katedrála s pomníkem Alexandra II. v popředí